# Epicauta flagellaria
Epicauta flagellaria es una especie de coleóptero de la familia Meloidae.

## Distribución geográfica
Habita en la Guayana.